# فاتح الغربی
فاتح الغربی (عربی: فاتح الغربي؛ زادهٔ ۱۲ مارس ۱۹۸۳) بازیکن فوتبال اهل تونس است.
از باشگاه‌هایی که در آن بازی کرده‌است می‌توان به باشگاه فوتبال آفریقایی و باشگاه فوتبال صفاقسی اشاره کرد.